# 大和榛原郵便局
大和榛原郵便局（やまとはいばらゆうびんきょく）は奈良県宇陀市にある郵便局。民営化前の分類では集配普通郵便局であった。
旧国名の付かない「榛原郵便局」が静岡県牧之原市に存在するため、区別として「大和」を冠している。

## 概要
住所：〒633-0299 奈良県宇陀市榛原下井足90-1

## 沿革
- 1874年（明治7年）7月 - 萩原（はぎわら）郵便取扱所として開設[1]。
- 1875年（明治8年）1月1日 - 萩原郵便局（五等）となる。
- 1885年（明治18年）6月25日 - 貯金取扱を開始。
- 1890年（明治23年）2月6日 - 榛原郵便局に改称。同年10月16日より為替取扱を開始。
- 1899年（明治32年）12月16日 - 榛原郵便電信局となる。
- 1903年（明治36年）4月1日 - 通信官署官制の施行に伴い榛原郵便局となる。
- 1967年（昭和42年）6月25日 - 電話交換、和文電報配達、欧文電話受付・配達、国際電報受付・配達の各業務を、大和榛原電報電話局に移管[2]。
- 1981年（昭和56年）10月19日 - 高井郵便局（〒633-11→〒633-02）[3]から集配業務の一部を移管。
- 1984年（昭和59年）10月1日 - 大和榛原郵便局に改称。
- 1986年（昭和61年）8月 - 局舎新築。
- 1990年（平成2年）10月1日 - 榛原比布郵便局の廃止に伴い、取扱事務を承継。
- 2000年（平成12年）8月14日 - 外国通貨の両替および旅行小切手の売買に関する業務取扱を開始。
- 2002年（平成14年）6月29日 - 内牧郵便局の廃止に伴い、取扱事務を承継。
- 2007年（平成19年）10月1日 - 民営化に伴い、併設された郵便事業大和榛原支店に一部業務を移管。
- 2012年（平成24年）10月1日 - 日本郵便株式会社発足に伴い、郵便事業大和榛原支店を大和榛原郵便局に統合。

## 取扱内容
- 郵便、印紙、ゆうパック、内容証明
- 貯金、為替、振替、振込、国際送金、国債、投資信託
- 生命保険、バイク自賠責保険、自動車保険
- ゆうちょ銀行ATM（ホリデーサービス実施）
- 宇陀市（旧宇陀郡榛原町域）（「633-02xx」区域）の集配業務
- ゆうゆう窓口

## 風景印
- 図案は高山右近石碑と戒長寺の鐘、誕生釈迦立像。局名表記は「大和榛原」
- 使用開始日は1984年（昭和59年）10月22日

## 周辺
- 宇陀市役所
- 奈良県立榛生昇陽高等学校
- 宇太水分神社
- 国道370号
- 宇陀川
- ヤマト運輸はいばら宅急便センター
- サンクシティ
- 奈良県消防学校
- ココカラファイン榛原店
- シャトレーゼ奈良はいばら店
- 榛原萩の原公園
- NTT西日本大和榛原ビル

## アクセス
- 近鉄大阪線 榛原駅から南西へ約500m（徒歩約6分）
- 奈良交通バス 榛原大橋停留所、宇陀市営有償バス 宇陀市役所停留所下車
- 名阪国道 針ICから南へ約11km
- 駐車場あり：6台